# Fabian Busch
Fabian Busch (1 d'octubre de 1975) és un actor alemany. Ha participat en més de 60 pel·lícules des de 1993.

## Filmografia
- 1993: Inge, April und Mai
- 1994: Unter der Milchstraße
- 1994: Deutschlandlied
- 1995: Südstern
- 1995: Frankie
- 1996: Kinder ohne Gnade (TV)
- 1996: Girl friends – Freundschaft mit Herz (TV)
- 1997: Raus aus der Haut
- 1997: Dumm gelaufen
- 1998: Siska: Der Neue Mann
- 1998: 23 – Nichts ist so wie es scheint
- 1999: Zehn wahnsinnige Tage (TV)
- 1999: Einfach raus
- 1999: Klemperer – Ein Leben in Deutschland (TV)
- 2000: Kalt ist der Abendhauch
- 2000: Tatort – Quartett in Leipzig
- 2000: Schimanski – Tödliche Liebe
- 2000: England!
- 2000: Vergessene Ritter
- 2000: Schneckentraum
- 2000: Deutschlandspiel (TV)
- 2002: Weihnachten (TV)
- 2002: Ich hab es nicht gewollt – Anatomie eines Mordfalls (TV)
- 2002: Schütze Holt!
- 2003: Ein Schiff wird kommen
- 2003: Vakuum
- 2003: Liegen lernen
- 2004: Farland
- 2004: SommerHundeSöhne
- 2004: Der Untergang
- 2004: Tramper
- 2004: Manson's Dream
- 2005: Berlin, Berlin (TV-Serie)
- 2005: Die letzte Schlacht (TV)
- 2005: Siska: Zellers letzter Auftrag
- 2006: Großstadträuber
- 2006: Denk ich an Deutschland in der Nacht… Das Leben des Heinrich Heine (TV)
- 2006: Kosher
- 2006: Sunny
- 2007: Tatort – Der Tote vom Straßenrand
- 2007: Video Kings
- 2008: Sklaven und Herren (TV)
- 2008: Der Heckenschütze (TV)
- 2008: Die Tränen meiner Mutter
- 2008: Der Vorleser (The Reader)
- 2008: Finnischer Tango
- 2008: Evet, ich will!
- 2008: Die Jagd nach dem Schatz der Nibelungen
- 2010: Die Jagd nach der Heiligen Lanze
- 2010: Tatort – Der Schrei
- 2011: Gegengerade – 20359 St. Pauli
- 2011: Bermuda-Dreieck Nordsee (TV)
- 2011: Der Kriminalist – Grüße von Johnny Silver
- 2012: Tatort – Ordnung im Lot
- 2012: Die Jagd nach dem Bernsteinzimmer
- 2012: Letzte Spur Berlin
- 2012: Abseitsfalle
- 2013: Blutgeld
- 2013: Vom Fischer und seiner Frau
- 2013: Der zweite Mann (TV)
- 2013: Ein blinder Held – Die Liebe des Otto Weidt
- 2014: Tatort – Vielleicht
- 2014: Spreewaldkrimi: Die Tote im Weiher
- 2014: Polizeiruf 110 – Käfer und Prinzessin
- 2015: Er ist wieder da
- 2015: Vorstadtrocker
- 2022: La Conferència (Die Wannseekonferenz)